# Swartzia haughtii
Swartzia haughtii är en ärtväxtart som beskrevs av John Macqueen Cowan. Swartzia haughtii ingår i släktet Swartzia och familjen ärtväxter. IUCN kategoriserar arten globalt som sårbar. Inga underarter finns listade i Catalogue of Life.